# Gare de Portugalete (cercanias)
Portugalete est le nom d'une gare de la ligne C-1 du réseau de Renfe Cercanías Bilbao, entre les gares de Peñota et de La Iberia.
La gare, qui se trouve dans la ville homonyme, se situe près de la ria, très près du Pont transbordeur de Portugalete, qui relie les deux rives de la ria de Bilbao.

Carte du rédeau de Renfe Cercanías Bilbao.

| Provenance/Destination | <      | Ligne | >         | Provenance/Destination |
| ---------------------- | ------ | ----- | --------- | ---------------------- |
| Santurtzi              | Peñota |       | La Iberia | Bilbao-Abando          |

## Connexions
- Pont tranbordeur

## Voir également
- Ligne C1 (Bilbao)
- Renfe Cercanías Bilbao
- Station de Portugalete (métro)
- Métro de Bilbao